# Teruo Nakamura
Pour les articles homonymes, voir Teruo.
Teruo Nakamura (中村 輝夫, Nakamura Teruo), né le 8 octobre 1919 (an 7 de l'ère Taishō) sur l'île de Taïwan et mort à Taïwan le 15 juin 1979, est un soldat de l'armée japonaise de la Seconde Guerre mondiale qui est le dernier à se rendre, en 1974.
Il est membre du peuple Amis aborigène de Taïwan. Son nom, dans sa langue d'origine, est Attun Palalin mais il est appelé Lee Guang-Hui (李光輝) à Taïwan, nom dont il ne prit connaissance qu'après son rapatriement en 1975.
Teruo Nakamura est découvert sur l'île indonésienne de Morotai.